# Kiril Kotev
Kiril Hrisztov Kotev (bolgár nyelven: Кирил Христов Котев) (Szófia, 1982. április 18. –) bolgár válogatott labdarúgó, jelenleg a CSZKA 1948 Szofija sportigazgatója.

## Válogatott
A válogatott tagjaként részt vett a 2004-es Európa-bajnokságon.

## Sikerei, díjai
- Lokomotiv Plovdiv
  - Bolgár bajnok: 2003–04
  - Bolgár szuperkupa: 2004
- CSZKA Szofija
  - Bolgár bajnok:2007–08
  - Bolgár kupa: 2005–06
  - Bolgár szuperkupa: 2006, 2008
- Dalian Yifang
  - Kínai másodosztály bajnok: 2011